# 硫酰氯
硫酰氯是硫酸的两个-OH基团被氯替代后形成的化合物，分子式为SO2Cl2，为无色有强烈刺鼻气味的液体，在潮湿空气中发烟。它用作有机化学中的氯化试剂，可以将烷烃、烯烃、炔烃及芳香化合物的C-H键转化为C-Cl键，将醇转化为氯代烃。反应由偶氮二异丁腈引发，是自由基机理，称为氯磺化反应。硫酰氯也用于药物和染料的制取。
硫的另一个常见卤氧化物为亚硫酰氯，也称氯化亚砜，分子式为SOCl2。

## 结构及合成
硫酰氯分子为畸变的四面体结构，硫为+6氧化态，S-O键含有一定的双键成分。在催化剂如活性炭、氯化铁或樟脑的存在下，二氧化硫与氯气化合即生成硫酰氯，通过蒸馏提纯。
SO2 + Cl2 → SO2Cl2
氯磺酸加热也可得到硫酰氯：
2ClSO3H → SO2Cl2 + H2SO4

## 性质
硫酰氯是强溶解性的溶剂，能溶解SO2、I2、As、RbI、MgI2、FeCl3、CdI2、AsI3和SnI4等。

硫酰氯极易水解，生成氯化氢（盐酸）和硫酸：
2 H2O  +  SO2Cl2  →  2 HCl + H2SO4
硫酰氯在100°C以上便开始分解，得到二氧化硫与氯气，使试剂变黄。长期放置时也会发生分解。

硫酰氯和金属氧化物反应，产生该金属的氯化物和硫化物；和金属硫化物反应，则产生氯化物。和氨气反应，产生晶态的硫酰二胺——SO2(NH2)2。

### 有機反應
硫酰氯可以跟二硫化物反應，生成次磺酰氯和二氧化硫。而次磺酰氯是一個挺好的親電試劑，可以被烯烴進攻，生成硫鎓鹽，機理跟溴和烯烴的親電加成相似。

## 延伸阅读
- Lautens, M.; Bouchain, G. "[4+3] Cycloaddition in Water. endo,endo-Dimethyl-8-Oxabicyclo[8-Oxabicyclo[3.2.1]oct-6-en-3-one" Organic Syntheses, ; Vol. 79, p. 251 (2002) (Coll. Vol. 10, p. 336 (2004)).  α-Chlorination of 3-pentanone.